# Форти, Джордано
Джордано Форти (итал. Giordano Forti) — итальянский архитектор, основатель итальянского дизайна. Джордано Форти одной из центральных фигур в архитектурном возрождении Италии в XX веке.

## Биография
Форти родился в Милане 16 июля 1910 года и в 1935 году окончил Миланский политехнический институт по специальности «Архитектура».
Он был учеником и находился под влиянием Пьеро Порталуппи и Гуальтьеро Гальманини и подвергался критике со стороны Джио Понти за это. Отношения Порталуппи с Понти часто были противоречивыми, несмотря на глубокое взаимное уважение.
Джордано Форти сотрудничал в нескольких проектах с Пьеро Порталуппи, Гуальтьеро Гальманини и Джио Понти, с которыми он будет реализовывать расширение Политехнического университета Милана, архитектурной школы, с кампусом «Леонардо» в 1956.
Самый известный шедевр Палаццо Форти на Виале Беатрис д’Эсте 16 в Милане, в районе Квадронно, спроектированный в 1957 году с Камилло Маньи.
Карло Перогалли и Аттилио Мариани построили два соседних здания на улицах Виале Беатрис д’Эсте, 24 (Абстрактный дом) и Виале Беатрис д’Эсте, 26, спроектированных в 1952 году.